# Geoxus valdivianus
Geoxus valdivianus је врста глодара из породице хрчкова (лат. Cricetidae).

## Распрострањење
Врста има станиште у Аргентини и Чилеу.

## Станиште
Станиште врсте су шуме.

## Угроженост
Ова врста није угрожена, и наведена је као последња брига јер има широко распрострањење.